# 38628 Хуя
38628 Хуя̀ (на испански: Juyá; на английски: Huya, предварително означение 2000 EB173) е небесно тяло, смятано за планета джудже, най-вероятно от вътрешните части на Пояса на Кайпер. Кръстено е на бога на дъжда в митологията на индианците вайю от Венецуела и Колумбия. Класифицира се като плутино, транснептунов обект, обикалящ Слънцето в резонанс 2:3 с орбитата на Нептун.
Небесното тяло е открито през март 2000 година от Игнасио Ферин по данни от обсерваторията във Венецуела (CIDA). Намира се на 14 милиарда километра от Слънцето и го обикаля за 265 години. Температурата на Хуя е -180 °C. Диаметърът ѝ, измерен през 2007 г. с телескопа Спицър, възлиза на 532±25 km. Резултатите от изследванията на Хуя с помощта на космическата обсерватория Хершел, публикувани през 2012 г., дават оценка на диаметъра ѝ от 438,7(+26,5;
−25,2)  km.
За епоха J2000.5, Хуя е в противостоене през месец май, като тогава видимата ѝ звездна величина достига 19,2.